# ザガイン地方域

2019年までの旗

ザガイン地方域（ザガインちほういき）は、ミャンマーの行政区画である。チンドウィン川の流域に位置する。

## 歴史
ピューが紀元1世紀にザガイン地方域の地方に居住したことが記録に残っている最初の民族である。ビルマ族が上ビルマに最初に移住したのは9世紀である。おそらく11世紀中頃、アノーヤター (1044年 - 1077年) が現在のミャンマーを包含するパガン王朝を建国した時、この地域はパガン王朝の支配下に入った。
1287年のパガン王朝の滅亡後、上ビルマの北西部はビルマ族化したシャン族の王族に統治されるザガイン王国(1315年 - 1364年)と、その後のシャン族の王族に統治されるアヴァ王朝(1364年 - 1555年)の支配下に入り、ビルマ族の王族に統治されるタウングー王朝(1555年 - 1752年)の時代を迎えた。そしてシュウェボのアラウンパヤー王によって築かれたコンバウン王朝 (1752–1885)が、1885年に植民地化されてイギリス領ビルマになる前の最後のビルマ族の王朝である。1948年1月、ビルマ連邦が独立すると、この地域はザガイン地方域となった。
2012年11月29日、en:Salingyi Townshipのレパダウン銅山（Letpadaung copper mine）の開発に対する住民抗議が起こり、治安当局が強制排除を実施した。

## 地理
ミャンマーの北西部に位置し、カチン州、シャン州、マンダレー地方域、マグウェ地方域、チン州、インドのナガランド州およびインドのマニプル州に接する。

## 行政区画
- カムティ県（英語版） - （Singkaling Hkamti）
- カレ県（英語版） - カレミョ（英語版）
- カタ県（英語版） - （カタ（英語版））
- モーライク県（英語版） - （モーライク（英語版））
- モンユワ県（英語版） - （モンユワ）
- ザガイン県（英語版） - （ザガイン）
- シュウェボ県（英語版） - （シュウェボ）
- タム県（英語版） - （タム（英語版））
- ナガ自治区 - （Lahe）